# Flora Australii

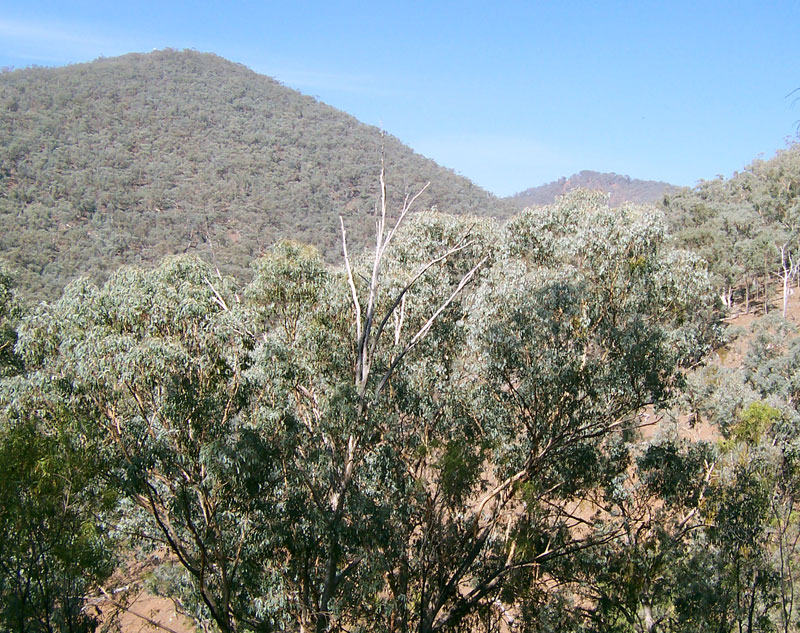
Lasy eukaliptusowe to typowa roślinność Australii

Flora Australii – Australia stanowi osobne państwo roślinne (Australis) o swoistej florze, z dużą liczbą endemitów (np. 750 gat. eukaliptusów i 450 gat. akacji); w zbiorowiskach roślinnych przeważają formacje charakterystyczne dla klimatów suchych i gorących. Wnętrze kontynentu zajmują pustynie piaszczyste (bez roślinności) oraz półpustynie ze słonoroślami i kolczastymi krzewinkami (karłowate akacje, eukaliptusy, kazuaryny, łobody i in.) tworzące tzw. skrub. Pustynie i półpustynie graniczą, zwłaszcza od północy, ze stepami twardolistnych traw. Na północy stepy przechodzą w sawanny, a te – w lasy monsunowe; wybrzeża pd.-wsch. i pd.-zach. porastają lasy wawrzynolistne i zimozielone zarośla. Odrębna jest roślinność wsch. części Australii: na obszarach o dużych opadach (gł. płw. Jork) rosną wiecznie zielone lasy podrównikowe (figowce, palmy, pandanusy, liany i epifity), a na wybrzeżach pn. – namorzyny; dalej na p.d., w górach, występują wiecznie zielone lasy araukarii i notofagusów (bukanów), natomiast na najwyższych wzniesieniach Alp Australijskich – roślinność alpejska. Plagą gospodarczą Australii są zawleczone tu i mnożące się opuncje.